# Hangman (computerspel)
Hangman is een videospel dat is ontwikkeld en uitgegeven door Atari in 1978 voor de Atari 2600. Later werd het ook uitgebracht voor andere platforms.

## Platforms
| Jaar | Platform                       |
| ---- | ------------------------------ |
| 1978 | Atari 2600                     |
| 1979 | TI-99/4A                       |
| 1980 | Atari 8-bit, Commodore PET/CBM |
| 1992 | DOS                            |
| 2005 | Browser                        |

## Gameplay
In Hangman moeten spelers een woord raden door telkens één letter te kiezen. Bij een correcte gok verschijnt de letter op de juiste positie(s) in het woord; bij een foutieve gok wordt een deel van een hangende tekening getoond. Na elf foutieve gokken is het spel voorbij. Het spel biedt verschillende moeilijkheidsgraden, waarbij de lengte en complexiteit van de woorden variëren. In de tweespelermodus kunnen spelers ervoor kiezen om zelf een woord in te voeren zodat de tegenstander dit moet raden.

## Ontwikkeling
Hangman werd oorspronkelijk ontwikkeld voor de Atari 2600 en maakte gebruik van een 4 kilobyte cartridge, wat destijds dubbel zo groot was als de gangbare 2 kilobyte cartridges. Deze extra opslagruimte werd benut voor een uitgebreide woordenlijst van 510 woorden. Het spel werd geprogrammeerd door Alan Miller, die later medeoprichter werd van Activision.